# Hopetounia marginata
Hopetounia marginata là một loài bướm đêm trong họ Noctuidae.